# 井上元
井上 元（いのうえ げん、1945年 - ）は、日本の化学者。名古屋大学教授。

## 来歴・人物
1945年広島県生まれ。修道高等学校を経て、1969年東京大学教養学部基礎科学科卒業。1971年東京大学大学院理学系研究科相関理化学専門課程修士修了、1975年同博士修了（理学博士）。国立公害研究所、カンザス州立大学、ブッパータール大学、国立環境研究所などの研究員を歴任し、2006年名古屋大学大学院環境学研究科教授に就任。
研究テーマは大気化学、温室効果ガスの放出・吸収、衛星観測。2003年日本気象学会堀内賞受賞。